# Ribno

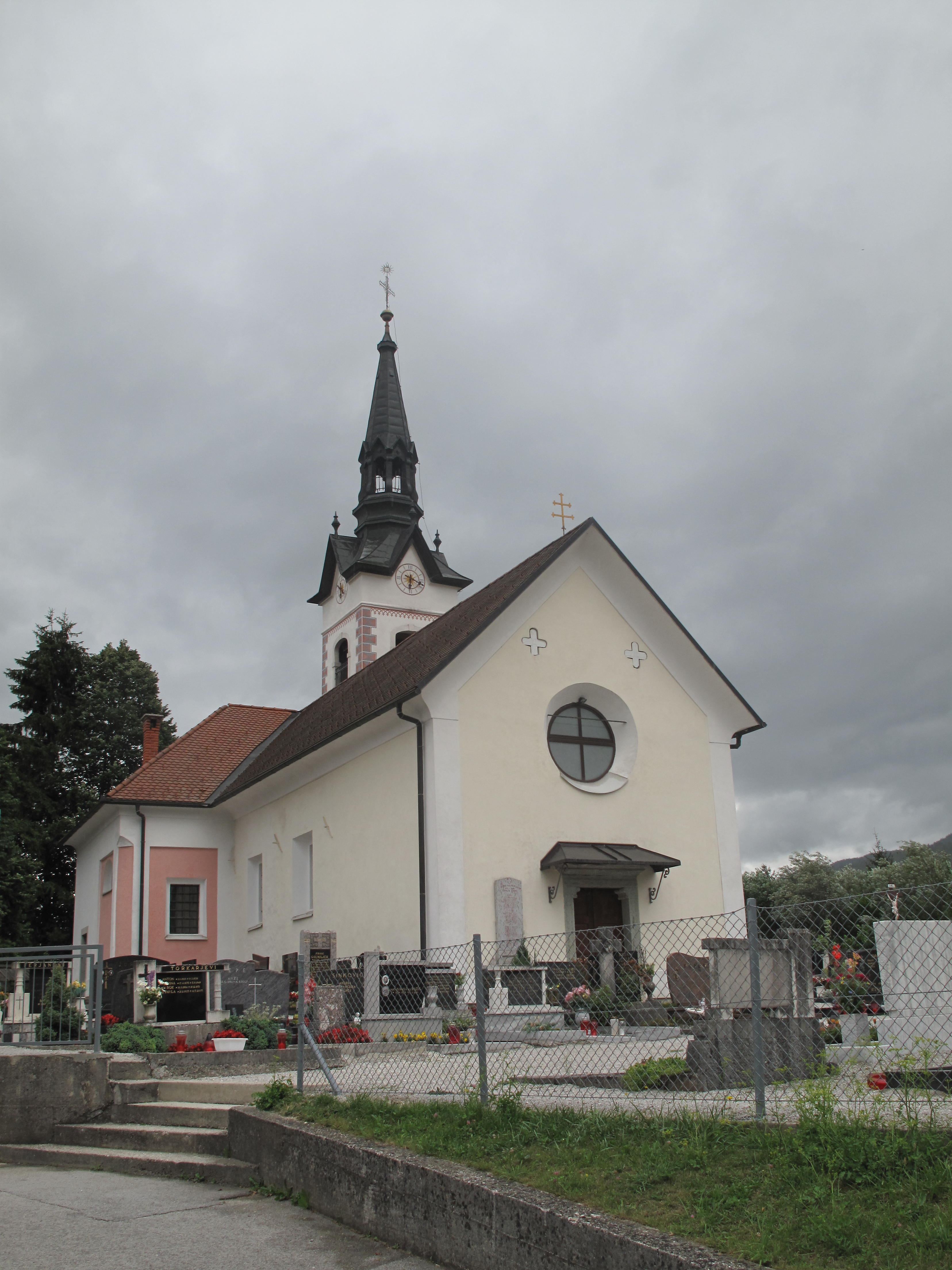
Ribno, kerk

Ribno (Duits: Reifen) is een plaats in Slovenië en maakt deel uit van de gemeente Bled in de NUTS-3-regio Gorenjska. De plaats telde 612 inwoners op 1 januari 2020.